# Joan Pasqual
Joan Pasqual (?, segle xvi). Canonge i degà de Seu d'Urgell i President de la Generalitat de Catalunya (1536-1539).
Va ser nomenat president de la Generalitat el 22 de juliol de 1536.
Va assistir a les Corts de Barcelona (1519).
Durant el seu mandat s'inicià les Corts de Montsó (1537) i començà a 1538 un quinquenni ple de penúries amb sequeres, plagues de llagosta i males collites que afectaren l'economia i la seguretat amb proliferació d'actes vandàlics.